# Margaretha Benjaminsson
Margaretha Benjaminsson, född 3 september 1944 i Göteborg, är en svensk före detta friidrottare (längd- och höjdhopp) som tävlade för Göteborgs Kvinnliga IK.